# Олни Спрингс (Колорадо)
Олни Спрингс (енгл. Olney Springs) град је у америчкој савезној држави Колорадо.

## Демографија
По попису из 2010. године број становника је 345, што је 44 (-11,3%) становника мање него 2000. године.
| Група             | 2000.       | 2010.       |
| Белци             | 290 (74,6%) | 245 (71,0%) |
| Афроамериканци    | 2 (0,5%)    | 3 (0,9%)    |
| Азијати           | 0 (0,0%)    | 0 (0,0%)    |
| Хиспаноамериканци | 85 (21,9%)  | 84 (24,3%)  |
| Укупно            | 389         | 345         |